# نساء ممتازات (رواية)
نساء ممتازات (بالإنجليزية: Excellent Women)‏ هي رواية للكاتبة الإنجليزية باربرا بيم، نشرت عام 1952، عن دار نشر جوناثان كيب.